# Tafacirga
Tafacirga è un comune rurale del Mali facente parte del circondario di Kayes, nella regione omonima.
Situato alla confluenza nel fiume Senegal del suo affluente Falémé, il comune si trova al confine con due stati, il Senegal e la Mauritania.